# 제13회 제주국제장애인인권영화제
제13회 제주국제장애인인권영화제는 2012년 9월 14일에 열린 시상식이다.

## 수상 및 후보

### 상영작
- 둥근 장막 - 김영순
- 엘렌의 귀를 통하여 - 샤스키아 거블스
- 화이트사운드 - 사라 트랙션
- 해질녘의 아이들 - 우경희
- 왓빠이야기 - 304940
- 말리크 프레젠트 - 아리 임폴라 외 1명
- 장애인 외출 탐구생활 - 명현지 외 2명
- 거인들 사이에서 - 코리 토마스코프
- 제빵사 - 야스민 페다
- 팀 에베레스트 : 히말라야로 떠나는 여행 - 앤디 코크럼
- 나의 사랑, 나의 아이들 - 조나단 카쉬
- 가위에 눌린 - 김진호
- 밤의 올가미 - 이정수
- 장애, 그리고 가족 - 송윤혁
- 노래하는아이 - 헤이디 선드비
- 존재감 없는 하비 - 제프 코파스
- 늘 꿈을 꾸는 무용수 - 김영희
- 별 볼일없는놈 - 이준상
- 페인트 통 - 강철우
- 피아니스트 - 김은혜
- 댄스파티 - 제시카 레스키
- 국경을 넘어서 - 브레흐트 판메이르하에허